# Valentin von Winther

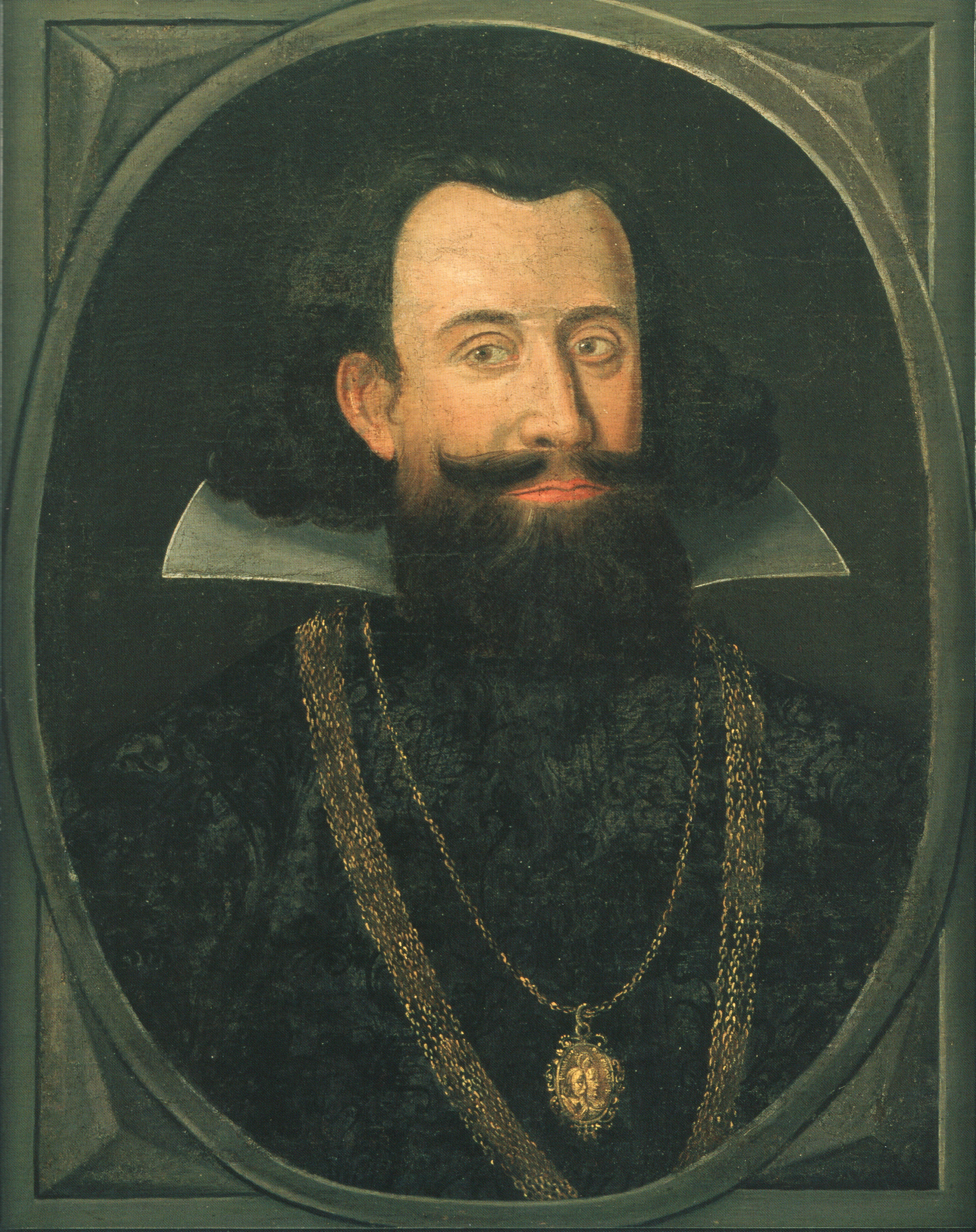
Valentin von Winter, Ölgemälde eines unbekannten Malers, 17. Jahrhundert.

Georg Valentin von Winther (* 5. November 1578 in Treptow an der Rega; † 16. März 1623 in Stettin; auch Jürgen oder Jurga Valentin Winter) war Annalist und Rat am Hofe des Herzogs Philipp II. von Pommern.

## Leben
Der Sohn des Treptower Bürgermeisters Georg Winther besuchte 1593 die Greifswalder Stadtschule und 1595 das Gymnasium in Lübeck. Ab 1595 studierte er an der Universität Greifswald Jura. Von dort ging er wegen des Ausbruchs der Pest 1599 nach Wittenberg. Weitere Stationen seiner Studienzeit waren Leipzig, Erfurt, Jena, Marburg, Heidelberg und Straßburg. Am Reichskammergericht in Speyer erwarb er erste Einblicke in die juristische Praxis. Anschließend führten ihn größere Reisen in die Niederlande, nach England, Frankreich und in die Schweiz.
1606 kehrte er nach Pommern zurück, wo Herzog Philipp II. ihn in seine Dienste nahm. Er wurde als Nachfolger von Heinrich Schwallenberg herzoglicher Rat, musste hierfür aber noch einen akademischen Grad erwerben und promovierte daher 1608 an der Universität Basel zum Doktor der Rechtswissenschaften. In den Jahren 1608 und 1609 begleitete er Herzog Georg II. von Pommern, einen jüngeren Bruder von Herzog Philipp II., auf dessen Italienreise. Auf dieser Reise erwarb Winther 1608 in Padua das kleine Palatinat. Nach der Rückkehr heiratete er 1610 Clara von Grabow.
1612 verhandelte er in Posen mit polnischen Unterhändlern wegen der Schifffahrt auf der Warthe. Bei der Brautwerbung Bogislaws XIV. um die Hand Elisabeths von Schleswig-Holstein führte er 1614 die Verhandlungen. 1615 wurde er Kapitular der Stettiner St. Marien-Kirche und im gleichen Jahr Leiter („Ephorus“) des Fürstlichen Pädagogiums.

## Pomeranographia
Von Herzog Philipp II. wurde er mit dem Schreiben einer Chronik Pommerns beauftragt. Das Pomeranographia, Annales Pomeranici oder Balthus Pomeranicus genannte Werk, für das er bereits 1613 mit Vorarbeiten begann und Archive und Bibliothek des Herzogs nutzen konnte, sollte vier Teile enthalten. Der erste Teil war für die Beschreibung des Landes vorgesehen, im zweiten sollte die Familiengeschichte des Greifenhauses dargestellt werden. Ein Wappenbuch des pommerschen Adels sollte den dritten Teil bilden. Die pommerschen Städte sollten im vierten Teil behandelt werden. Die Arbeit erwies sich allerdings als langwierig und wurde durch den Tod des Herzogs 1618 stark beeinträchtigt. Nach dem Tod Winthers 1623 wurde die Arbeit nicht mehr fortgesetzt.
Die Originale sind wahrscheinlich in den 1830er Jahren verloren gegangen. Einige Fragmente in Form von Abschriften sind erhalten geblieben. Veröffentlicht wurden nur einige Auszüge im 18. Jahrhundert durch Franz Woken und Johann Carl Dähnert.

## Weitere Werke
Anlässlich der Hochzeit von Herzog Philipp II. mit Sophie von Schleswig-Holstein-Sonderburg im Jahre 1607 übersetzte Winther das Stück Il pastor fido des italienischen Dichters Giovanni Battista Guarini aus dem Italienischen ins Lateinische. Dabei bereicherte er das Stück um Bezüge auf Ereignisse, die Pommern und insbesondere Herzog Philipp II. betrafen.
Seine unter dem Namen Ventura de Valentiis veröffentlichte Schrift Parthenius litigiosus wurde von der katholischen Kirche im Jahr 1613 auf den Index gesetzt.